# Interaktiva system
Ett interaktivt system är ett datoriserat, mekaniskt eller artificiellt system användare kan interagera med på så sätt att information kan både ges till och mottagas från systemet.
Den som studerar läran om interaktiva system är oftast systemvetare som läst inriktningen interaktiva system vid universitet eller högskola. Vanligtvis krävs en grundutbildning i systemvetenskap och sedan en specialisering i interaktiva system som tar totalt ca 5 år.
Exempel på ämnen inom interaktiva system är människa-datorinteraktion, multimodala system, interaktionsdesign, kognitionspsykologi med mera.
Beroende på det område personen i fråga specialiserar sig inom krävs även utbildning inom detta för att kunna applicera sina kunskaper, oftast kommer basen i dessa kunskaper från systemvetarutbildningens första år (innan specialiseringen).
Den som till exempel specialiserar sig inom att konstruera digitala artefakter behöver kunskap om tekniken de bygger på och vad som forskas om idag. Den som jobbar med mjukvarusystem kan behöva kunskaper i programmering. 
Oftast menar man själva integrationen mellan människa och system när man talar om interaktiva system, och inte själva tekniska systemet. Detta kan gälla på vilka sätt systemet kan interageras med, hur det är utformat, hur man bygger system användare enkelt kan jobba med, hur man bygger system som fungerar effektivt och inte tar upp för mycket tid eller forska i nya typer av sätt man kan interagera med system på.
Vissa fokuserar även på att utforska nya metoder för människor att interagera, som till exempel att "läsa tankar", få datorer att tolka och uttrycka känslor eller att ersätta skadade kroppsdelar med teknik som kan fungera som den del av kroppen som ersätts.